# 守島正
守島 正（もりしま ただし、1981年7月15日 - ）は、日本の政治家。日本維新の会所属の衆議院議員（2期）。日本維新の会常任役員・選対本部長代行。大阪市会議員（3期）、大阪維新の会政調会長（第3代）などを歴任。

## 経歴
大阪市東淀川区出身。大阪市立豊里小学校、大阪市立大道南小学校を経て、大阪市立大桐小学校卒業。大阪市立大桐中学校、大阪工業大学高等学校（現常翔学園高校）普通科、同志社大学商学部商学科卒業。
2004年、新日本製鐵株式会社に入社。名古屋製鉄所にて生産管理業務を行う。
2008年、家業の町工場である共和精機株式会社に転職し、製造・管理・営業等を行う。その後、中小企業診断士を取得し、業務の傍ら中小企業支援や講師活動を始める。
2011年、大阪市会議員選挙に東淀川区選挙区から大阪維新の会公認・みんなの党推薦で立候補し、初当選。なお、同市議選でみんなの党の推薦を得て当選した5人の維新議員はみんなの党の党籍も保有していた。以後、市議を3期務める。
2013年、大阪市立大学大学院創造都市研究科入学。2016年修了。
2019年6月、大阪維新の会政調会長に就任（2022年2月退任）。
2020年6月3日、日本維新の会衆議院大阪2区（阿倍野区など）支部長に就任。生活拠点を東淀川区から阿倍野区に移す。
2021年10月31日投開票の第49回衆議院議員総選挙では、自由民主党前職の左藤章らを破り初当選した。大阪2区は維新にとって創設以来、過去に3回とも左藤に敗れていた自民の牙城であったが、今回の選挙で初めて維新の候補が小選挙区当選を果たした。2区での選挙戦においては、かつて自民党時代に左藤一族を支えてきた地元選出の維新府議を選対本部長に起用し、陣営の士気は高かったという。
2024年10月27日の第50回衆議院議員総選挙では、再び左藤らを破り再選。12月、党常任役員・選対本部長代行に就任。

## 政策・主張

### 憲法
- 憲法改正について、「賛成」と2021年の毎日新聞社のアンケートで回答[13]。
- 9条改憲について、「改正して自衛隊の存在を明記すべきだ」と2021年の毎日新聞社のアンケートで回答[13]。

### 外交・安全保障
- 敵基地攻撃能力の保有について、「賛成」と2021年の毎日新聞社のアンケートで回答[13]。
- 日本の核武装について、「今後の国際情勢によっては検討すべきだ」と2021年の毎日新聞社のアンケートで回答[13]。
- 中国との外交関係について、「政府の今の外交方針でよい」と2021年の毎日新聞社のアンケートで回答[13]。
- 日本と韓国との歴史問題を巡る関係悪化について、「より強い態度で臨む」と2021年の毎日新聞社のアンケートで回答[13]。

### 教育・社会保障
- 高校、大学の無償化について所得制限をなくすことについて、「賛成」と2021年の毎日新聞社のアンケートで回答[13]。
- 年金や医療、介護といった社会保障制度の維持について、「給付水準を下げて国民負担を抑えるべきだ」と2021年の毎日新聞社のアンケートで回答[13]。

### 税制
- 現在10％の消費税率について、「引き下げるべきだ」と2021年の毎日新聞社のアンケートで回答[13]。

### ジェンダー
- 選択的夫婦別姓の制度導入について、「賛成」と2021年の毎日新聞社のアンケートで回答[13]。

### 皇室
- 皇族の女性が天皇になることについて、「賛成」と2021年の毎日新聞社のアンケートで回答[13]。

### その他
- 国会議員の被選挙権年齢の引き下げについて、「賛成」と2021年の毎日新聞社のアンケートで回答[13]。
- 緊急事態条項を憲法に設けることについて、「賛成」と2021年の毎日新聞社のアンケートで回答[13]。
- 原発は日本には「当面は必要だが、将来的には廃止すべきだ」、と2021年の毎日新聞社のアンケートで回答[13]。
- 党議拘束を緩めることについて、「反対」と2021年の毎日新聞社のアンケートで回答[13]。
- 新型コロナの感染拡大を防ぐため、ロックダウン（都市封鎖）を法律で可能にするなど私権制限を強めることについて、「反対」と2021年の毎日新聞社のアンケートで回答[13]。
- 新型コロナ収束後の社会、経済のあり方について考えについて、「コロナを踏まえて見直すべきだ」と2021年の毎日新聞社のアンケートで回答[13]。
- 森友学園を巡る公文書改竄問題について、「さらに調査や説明をすべきだ」と2021年の毎日新聞社のアンケートで回答[13]。

## 人物
- 好きな言葉は「知行合一」[2]。
- 家族は妻、子供1人[2]。
- 大阪府知事の吉村洋文とは、2011年の大阪市会議員選挙の初当選同期に当たる[9]。松井一郎によると、市議時代は「勢いがあり、吉村より目立っていた」とのこと[9]。
- 第49回衆議院議員総選挙では、市議時代と地盤が違う選挙区での立候補のために知名度不足が懸念されたが、守島は「大阪に『維新あり』を見せるために、あえて大阪2区を選んだ」と語っている[9]。

## 政治資金
- 2021年の衆議院議員就任後、洗濯機（約2万3000円）、テレビとテレビ台（計約5万7000円）、寝具（約15万4000円）の購入費用を文書通信交通滞在費（文通費）から支出していた。守島の事務所は取材に対し、「東京での生活のためのもの。使用の適否に関しては歳費法などに基づいて判断している」と答えている[14]。

## 選挙歴
| 当落 | 選挙                     | 執行日         | 年齢 | 選挙区         | 政党         | 得票数    | 得票率 | 定数 | 得票順位 /候補者数 | 政党内比例順位 /政党当選者数 |
| ---- | ------------------------ | -------------- | ---- | -------------- | ------------ | --------- | ------ | ---- | ------------------ | ---------------------------- |
| 当   | 2011年大阪市議会議員選挙 | 2011年4月10日  | 29   | 東淀川区選挙区 | 大阪維新の会 | 9983票    | 15.48% | 6    | 3/9                | /                            |
| 当   | 2015年大阪市議会議員選挙 | 2015年4月12日  | 33   | 東淀川区選挙区 | 大阪維新の会 | 1万1112票 | 17.71% | 6    | 1/10               | /                            |
| 当   | 2019年大阪市議会議員選挙 | 2019年4月7日   | 37   | 東淀川区選挙区 | 大阪維新の会 | 2万1523票 | 32.58% | 5    | 1/7                | /                            |
| 当   | 第49回衆議院議員総選挙   | 2021年10月31日 | 40   | 大阪府第2区    | 日本維新の会 | 16万111票 | 48.49% | 1    | 1/3                | /                            |
| 当   | 第50回衆議院議員総選挙   | 2024年10月27日 | 43   | 大阪府第2区    | 日本維新の会 | 9万9277票 | 44.19% | 1    | 1/5                | /                            |